# Список керівників держав 113 року
В даній статті представлені керівники державних утворень. Також фрагментарно зазначені керівники нижчих рівнів. З огляду на неможливість точнішого датування певні роки владарювання наведені приблизно.
Список керівників держав 113 року — це перелік правителів країн світу 113 року
Список керівників держав 112 року — 113 рік — Список керівників держав 114 року — Список керівників держав за роками

## Європа
- Боспорська держава — цар Савромат I (90-123)
- Ірландія — верховний король Федлімід Рехтмар (110-119)
- Римська імперія
  - імператор Траян (98-116)
    - консул Луцій Публілій Цельс (113)
    - консул Гай Клодій Криспін (113)
      - Дакія — Гай Авідій Нігрін (112-114)
      - Нижня Мезія — Публій Кальпурній Макр Кавлій Руф (110-113)
      - Верхня Паннонія — Луцій Мініцій Натал (113/115 -117)
      - Нижня Паннонія — Публій Афраній Флавіан (111/112-114/115)
      - Фракія — Тит Статілій Максим Север Адріан (112-114)

## Азія
- Близький Схід
  - Бану Джурам (Мекка) — шейх Мухад I аль-Акбар (106-136)
  - Велика Вірменія — цар Ашхадар (110-113) наступник Партамасір (113-114)
  - Хим'яр — цар Ілшарах Яхдаб I (110-125)
  - Осроена — цар Абгар VII (109-116)
- Іберійське царство — цар Митридат III (106-116)
- Індія
  - Кушанська імперія — великий імператор Канішка I (105-126)
  - Царство Сатаваханів — магараджа Гаутаміпутра Сатакарні (112-136)
- Китай
  - Династія Хань — імператор Лю Ху (Ань-ді) (106-125)
    - вождь племінного союзу південних сяньбі Улунь (93-120)
- Корея
  - Когурьо — тхеван (король) Тхеджохо (53-146)
  - Пекче — король Кіру (77-128)
  - Сілла — ісагим (король) Чима (112-134)
- Персія
  - Парфія — шах Хосрой (105-129) боровся за владу зі своїм братом шахом Вологезом II (105-147)
- Сипау (Онг Паун) —  Сау Кам Унг (110-127)
- плем'я Хунну — шаньюй (вождь) Тань (98-124)
- Японія — тенно (імператор) Кейко (71-130)
  - Азія — Гай Анцій Авл Юлій Квадрат (109-115)
  - Аравія Петреа — Гай Клавдій Север (107-116)
  - Віфінія і Понт — Гай Юлій Корнут Тертулл (111-115)
  - Галатія — Луцій Цезенній Соспет (111-114)
  - Кілікія — Марк Помпей Макрін Неос Феофан (110/111-112/113)
  - Сирія — Луцій Фабій Юст (108-112)

## Африка
- Царство Куш — цар Аритеніесбехе (108-132)
  - Мавретанія Тінгітанська — Публій Бесій Бетуініан (112-114)
  - Єгипет — Марк Рутілій Луп (113-117)